# Premi Oscar 1939
La 11ª edizione della cerimonia di premiazione dei Premi Oscar si è tenuta il 23 febbraio 1939 al Biltmore Bowl del Biltmore Hotel di Los Angeles, condotta dal regista e presidente dell'Academy Frank Capra.

## Vincitori e candidati
Vengono di seguito indicati in grassetto i vincitori. Dove ricorrente e disponibile, viene indicato il titolo in lingua italiana e quello in lingua originale tra parentesi.

### Miglior film
- L'eterna illusione (You Can't Take It with You), regia di Frank Capra
- La leggenda di Robin Hood (The Adventures of Robin Hood), regia di Michael Curtiz
- La grande strada bianca (Alexander's Ragtime Band), regia di Henry King
- La città dei ragazzi (Boys Town), regia di Norman Taurog
- La cittadella (The Citadel), regia di King Vidor
- Quattro figlie (Four Daughters), regia di Michael Curtiz
- La grande illusione (Grand Illusion), regia di Jean Renoir
- Figlia del vento (Jezebel), regia di William Wyler
- Pigmalione (Pygmalion), regia di Anthony Asquith e Leslie Howard
- Arditi dell'aria (Test Pilot), regia di Victor Fleming

### Miglior regia
- Frank Capra - L'eterna illusione (You Can't Take It with You)
- Michael Curtiz - Quattro figlie (Four Daughters)
- Norman Taurog - La città dei ragazzi (Boys Town)
- King Vidor - La cittadella (The Citadel)
- Michael Curtiz - Gli angeli con la faccia sporca (Angels with Dirty Faces)

### Miglior attore protagonista
- Spencer Tracy - La città dei ragazzi (Boys Town)
- Charles Boyer - Un'americana nella Casbah (Algiers)
- James Cagney - Gli angeli con la faccia sporca (Angels with Dirty Faces)
- Robert Donat - La cittadella (The Citadel)
- Leslie Howard - Pigmalione (Pygmalion)

### Migliore attrice protagonista
- Bette Davis -  Figlia del vento (Jezebel)
- Fay Bainter - Bandiere bianche (White Banners)
- Wendy Hiller - Pigmalione (Pygmalion)
- Norma Shearer - Maria Antonietta (Marie Antoinette)
- Margaret Sullavan - Tre camerati (Three Comrades)

### Miglior attore non protagonista
- Walter Brennan - Kentucky
- John Garfield - Quattro figlie (Four Daughters)
- Gene Lockhart - Un'americana nella Casbah (Algiers)
- Robert Morley - Maria Antonietta (Marie Antoinette)
- Basil Rathbone - Un vagabondo alla corte di Francia (If I Were King)

### Migliore attrice non protagonista
- Fay Bainter - Figlia del vento (Jezebel)
- Beulah Bondi - Cuori umani (Of Human Hearts)
- Billie Burke - Gioia di vivere (Merrily We Live)
- Spring Byington - L'eterna illusione (You Can't Take It with You)
- Miliza Korjus - Il grande valzer (The Great Waltz)

### Miglior sceneggiatura
- George Bernard Shaw, W. P. Lipscomb, Cecil Arthur Lewis e Ian Dalrymple - Pigmalione (Pygmalion)
- John Meehan e Dore Schary - La città dei ragazzi (Boys Town)
- Ian Dalrymple, Frank Wead e Elizabeth Hill - La cittadella (The Citadel)
- Julius J. Epstein e Lenore Coffee - Quattro figlie (Four Daughters)
- Robert Riskin - L'eterna illusione (You Can't Take It with You)

### Miglior soggetto originale
- Dore Schary e Eleanore Griffin - La città dei ragazzi (Boys Town)
- Irving Berlin - La grande strada bianca (Alexander's Ragtime Band)
- John Howard Lawson - Marco il ribelle (Blockade)
- Rowland Brown - Gli angeli con la faccia sporca (Angels with Dirty Faces)
- Marcella Burke e Frederick Kohner - Pazza per la musica (Mad about Music)
- Frank Wead - Arditi dell'aria (Test Pilot)

### Miglior fotografia
- Joseph Ruttenberg - Il grande valzer (The Great Waltz)
- James Wong Howe - Un'americana nella Casbah (Algiers)
- Ernest Miller e Harry Wild - Army Girl
- Victor Milner - I filibustieri (The Buccaneer)
- Ernest Haller - Figlia del vento (Jezebel)
- Joseph Valentine - Pazza per la musica (Mad about Music)
- Norbert Brodine - Gioia di vivere (Merrily We Live)
- J. Peverell Marley - Suez
- Robert De Grasse - Una donna vivace (Vivacious Lady)
- Joseph Walker - L'eterna illusione (You Can't Take It with You)
- Leon Shamroy - 4 in paradiso (The Young in Heart)

### Miglior scenografia
- Carl J. Weyl - La leggenda di Robin Hood (The Adventures of Robin Hood)
- Lyle R. Wheeler - Le avventure di Tom Sawyer (The Adventures of Tom Sawyer)
- Alexander Toluboff - Un'americana nella Casbah (Algiers)
- Bernard Herzbrun e Boris Leven - La grande strada bianca (Alexander's Ragtime Band)
- Van Nest Polglase - Girandola (Carefree)
- Richard Day - Follie di Hollywood (The Goldwyn Follies)
- Hans Dreier e John B. Goodman - Un vagabondo alla corte di Francia (If I Were King))
- Jack Otterson - Pazza per la musica (Mad about Music)
- Stephen Goosson e Lionel Banks - Incantesimo (Holiday)
- Cedric Gibbons - Maria Antonietta (Marie Antoinette)
- Charles D. Hall - Gioia di vivere (Merrily We Live)

### Miglior montaggio
- Ralph Dawson - La leggenda di Robin Hood (The Adventures of Robin Hood)
- Barbara McLean - La grande strada bianca (Alexander's Ragtime Band)
- Tom Held - Il grande valzer (The Great Waltz)
- Tom Held - Arditi dell'aria (Test Pilot)
- Gene Havlick - L'eterna illusione (You Can't Take It with You)

### Miglior sonoro
- Thomas T. Moulton e United Artists Studio Sound Department - La dama e il cowboy (The Cowboy and the Lady)
- Douglas Shearer e Metro-Goldwyn-Mayer Studio Sound Department - Bisticci d'amore (Sweethearts)
- Bernard B. Brown e Universal Studio Sound Department - Quella certa età (That Certain Age)
- Charles Lootens e Republic Studio Sound Department - Army Girl
- Nathan Levinson e Warner Bros. Studio Sound Department - Quattro figlie (Four Daughters)
- John P. Livadary e Columbia Studio Sound Department - L'eterna illusione (You Can't Take It with You)
- Elmer A. Raguse e Hal Roach Studio Sound Department - Gioia di vivere (Merrily We Live)
- Edmund H. Hansen e 20th Century-Fox Studio Sound Department - Suez
- Loren L. Ryder e Paramount Studio Sound Department - Un vagabondo alla corte di Francia (If I Were King)
- John Aalberg e RKO Radio Studio Sound Department - Una donna vivace (Vivacious Lady)

### Miglior colonna sonora
- Adattamento

- Alfred Newman - La grande strada bianca (Alexander's Ragtime Band)
- Victor Baravalle - Girandola (Carefree)
- Max Steiner - Figlia del vento (Jezebel)
- Morris Stoloff e Gregory Stone - Vogliamo l'amore (Girls' School)
- Alfred Newman - Follie di Hollywood (The Goldwyn Follies)
- Charles Previn e Frank Skinner - Pazza per la musica (Mad about Music)
- Cy Feuer - Tempesta sul Bengala (Storm over Bengal)
- Herbert Stothart - Bisticci d'amore (Sweethearts)
- Marvin Hatley - L'amore bussa tre volte (There Goes My Heart)
- Boris Morros - Tropic Holiday

- Originale

- Erich Wolfgang Korngold - La leggenda di Robin Hood (The Adventures of Robin Hood)
- Victor Young - Army Girl
- Marvin Hatley - Venti anni dopo (Block-Heads)
- Richard Hageman - Un vagabondo alla corte di Francia (If I Were King)
- Alfred Newman - La dama e il cowboy (The Cowboy and the Lady)
- Herbert Stothart - Maria Antonietta (Marie Antoinette)
- Russell Bennett - Tragedia sul Pacifico (Pacific Liner)
- Werner Janssen - Marco il ribelle (Blockade)
- Louis Silvers - Suez
- Victor Young - Un colpo di vento (Breaking the Ice)
- Franz Waxman - 4 in paradiso (The Young in Heart)

### Migliore canzone
- Thanks for the Memory, musica di Ralph Rainger, testo di Leo Robin - The Big Broadcast of 1938
- The Cowboy and the Lady, musica di Lionel Newman, testo di Arthur Quenzer - La dama e il cowboy (The Cowboy and the Lady)
- Change Partners, musica e testo di Irving Berlin - Girandola (Carefree)
- Dust, musica e testo di Johnny Marvin - Under Western Stars
- Jeepers Creepers, musica di Harry Warren, testo di Johnny Mercer - L'alfabeto dell'amore (Going Places)
- Merrily We Live, musica di Phil Charig, testo di Arthur Quenzer - Gioia di vivere (Merrily We Live)
- A Mist over the Moon, musica di Ben Oakland, testo di Oscar Hammerstein II - The Lady Objects
- Always and Always, musica di Edward Ward, testo di Chet Forrest e Bob Wright - La donna che voglio (Mannequin)
- My Own, musica di Jimmy McHugh, testo di Harold Adamson - Quella certa età (That Certain Age)
- Now It Can Be Told, musica e testo di Irving Berlin - La grande strada bianca (Alexander's Ragtime Band)

### Miglior cortometraggio
- That Mothers Might Live, regia di Fred Zinnemann
- The Great Heart, regia di David Miller
- Timber Toppers, regia di De Leon Anthony

### Miglior cortometraggio a 2 bobine
- Declaration of Independence, regia di Crane Wilbur
- Swingtime in the Movies, regia di Crane Wilbur
- They're Always Caught, regia di Harold S. Bucquet

### Miglior cortometraggio d'animazione
- Il toro Ferdinando (Ferdinand the Bull), regia di Dick Rickard
- L'eroico ammazzasette, regia di Burt Gillett
- Paperino e i boy scouts, regia di Jack King
- Hunky e Spunky (Hunky and Spunky), regia di Dave Fleischer
- Tra le stelle di Hollywood, regia di Wilfred Jackson

## Premi speciali

### Oscar onorario
- Walt Disney per Biancaneve e i sette nani (Snow White and the Seven Dwarfs), riconoscendolo come un'importante innovazione dello schermo che ha incantato milioni di persone e per essere stato il primo in una nuova grande frontiera del cinema d'animazione.
- Harry M. Warner in riconoscimento del patriottico servizio nella produzione di cortometraggi a soggetto storico, che raffigurano significativi episodi della lotta del popolo americano per la libertà.
- Oliver Marsh e Allen Davey per la fotografia a colori di Bisticci d'amore (Sweethearts).
- Joseph A. Ball per il suo contributo nell'avanzamento del colore nella fotografia cinematografica.
- Farciot Edouart, Gordon Jennings, Jan Domela, Loyal Griggs, Devereaux Jennings, Paul K. Lerpae, Irmin Roberts e Art Smith per i notevoli traguardi ottenuti nella creazione di effetti speciali visivi e sonori presso la Paramount per il film Il falco del nord.

### Premio giovanile
- Deanna Durbin e Mickey Rooney

### Premio alla memoria Irving G. Thalberg
- Hal B. Wallis